# Ancyronyx montanus
Ancyronyx montanus es una especie de escarabajo acuático del género Ancyronyx, familia Elmidae, tribu Ancyronychini. Fue descrita científicamente por Freitag & Balke en 2011.
Se encuentra en hábitats fluviales montañosos.

## Descripción
El cuerpo mide 1,82–1,88 milímetros de longitud y 0,79–0,83 milímetros de ancho. Cuerpo alargado, convexo dorsalmente, predominantemente marrón oscuro a negro.

## Distribución
Se distribuye por Palawan, en Filipinas.